# Karriere mit links
Karriere mit links ist eine Komödie aus dem Jahre 1987, die von Bob Clark und David E. Kelley geschrieben und von Bob Clark inszeniert wurde. Die Hauptrollen spielen Judd Nelson, Elizabeth Perkins, John Hurt und Beatrice Winde. 

## Handlung
Robin „Stormy“ Weathers hat gerade sein Jura-Examen geschafft und heuert bei einer Großkanzlei an. Er schafft es, die Vorgesetzten seiner Anwaltsfirma zu überreden, ihm einen ebenso hoffnungs- wie bedeutungslosen Fall anzuvertrauen. Nachdem sein Mandant ihn dazu aufgefordert hat, gelingt es Robin, mit spektakulären Winkelzügen zur Freude seines Mandanten, der Zuschauer und auch des Richters die Verhandlung künstlich zu verlängern. Die Seniorpartner der Anwaltskanzlei sind empört und wollen ihn rausschmeißen. Jedoch gewinnt er den Fall und der Medienrummel bringt der Anwaltsfirma etliche neue Kunden. Weathers bleibt in der Firma und wird sogar befördert.
Als Nächstes soll er die Verteidigung in einem Mordfall übernehmen. Angeklagt ist der unendlich arrogante und hochintelligente Universitätsprofessor Benoit, der eine Prostituierte mit einem Hammer erschlagen haben soll. Die Beweislage ist erdrückend. Weathers weist den Professor darauf hin, dass er keine Erfahrung hat, dieser will ihn jedoch als Anwalt, nachdem er ihn vor Gericht gesehen hatte. Benoit sagt Weathers, dass er unschuldig sei und einen Anwalt suche, der der Jury sympathisch sei.
Weathers nimmt den Fall an und durch seine laute und unkonventionelle Verhaltensweise im Gerichtssaal verblüfft er die Richter und die Zuschauer. Die Jury findet ihn sympathisch und es erhöht sich die Wahrscheinlichkeit eines Freispruchs.
Weathers versucht Benoit zu einem strafprozessualen Deal zu überreden, doch dieser will Verurteilung oder Freispruch. Als sich die beiden streiten und Weathers Benoit unabsichtlich beleidigt, offenbart sich auf einmal für Weathers, dass Benoit die Prostituierte wirklich bei klarem Bewusstsein und vorsätzlich ermordet hat. Benoit, der sich als Intellektueller und kultivierter Mensch anderen überlegen fühlt – ganz im Sinne von Nietzsches Übermensch – prahlt sogar damit, wie er bei voller „Klarheit des Geistes“ den Schädel der Hure gespalten hatte, während diese noch am Leben war. Als Weathers das Blut in den Adern gefriert, versucht Benoit sein Geständnis als Scherz darzustellen, doch Weathers erkennt die Wahrheit und glaubt Benoit nicht mehr.
Weathers sieht sich vor einem entsetzlichen Konflikt zwischen seinem Pflichtgefühl als Anwalt und seiner moralischen Verpflichtung, Benoit für seine Verbrechen bezahlen zu lassen. Trotz der Möglichkeit, die Anwaltslizenz entzogen zu bekommen, entschließt er sich, Benoit auflaufen zu lassen. Er provoziert ihn vor Gericht so, dass dieser die Selbstbeherrschung verliert und mit der Tatwaffe auf Weathers losgeht, womit Benoits Verteidigungslinie zusammenbricht, die darauf beruht, dass er ein grundsätzlich friedfertiger Mensch sei und keiner Fliege etwas zuleide tun könne. Benoit wird für schuldig befunden.

## Weiteres

### Einspielergebnisse
Der Film spielte $9.5 Millionen ein.

### Kritik
- Basierend auf der Auswertung von 23 Kritiken weist Rotten Tomatoes eine schwache Bewertung von nur 30 Prozent aus.[2]
- Filmkritiker Roger Ebert bezeichnete den Film als unglaubwürdig von Anfang bis zum Ende. Er lobte jedoch die schauspielerische Leistung John Hurts.[3]

### Preise
Judd Nelson wurde für die Goldene Himbeere als schlechtester Hauptdarsteller nominiert.